# Salvador Luria
Salvador Edward Luria (Turijn (Italië), 13 augustus 1912 – Lexington (Massachusetts), 6 februari 1991) was een Italiaans-Amerikaans microbioloog wiens pionierswerk op het gebied van fagen de moleculaire biologie op de kaart zette. Met Max Delbrück en Alfred Hershey kreeg Luria in 1969 de Nobelprijs voor de Geneeskunde.

## Biografie
Luria werd geboren in een invloedrijke Italiaanse Sefardische Joodse familie. Zijn ouders waren Ester Sacerdote en Davide Luria. Hij genoot zijn opleiding aan het Liceo Ginnasio Massimo d'Azaglio. Aansluitend studeerde hij medicijnen aan de Universiteit van Turijn onder professor Giuseppe Levi. Daar ontmoette hij twee andere toekomstige Nobelprijswinnaars: Rita Levi-Montalcini en Renato Dulbecco. Hij studeerde in 1935 af waarna hij van 1936 tot 1937 zijn dienstplicht vervulde als legerarts.
Vervolgens ging hij naar de Universiteit van Rome voor een studie radiologie. Hier maakte hij voor het eerst kennis met Max Delbrücks theorie over de aard van moleculen en begon hij methodes op te stellen voor het testen van de genetische theorie met bacteriofagen, virussen die bacteriën infecteren.
Nadat Benito Mussolini Joden had verbannen uit academische posities vertrok Luria in 1938 naar het Curie-instituut voor radiologie te Parijs. Toen de Duitsers in 1940 Frankrijk binnenvielen vluchtte hij op de fiets naar Marseille waar hij een immigratievisum voor de Verenigde Staten bemachtigde. Met de hulp van Enrico Fermi, die hij nog kende van zijn periode in Rome, kreeg Luria een fellowship van de Rockefeller Foundation voor de Columbia-universiteit. Daar ontmoette hij Delbrück en Hershey, met wie hij samenwerkte aan experimenten aan het Cold Spring Harbor-laboratorium en in Delbrücks lab aan de Vanderbilt-universiteit. Samen waren ze leiders van de Fagen-groep, een groep van onderzoekers die de vermenigvuldiging en genetische structuur van bacteriofagen bestuderen.
Van 1943 tot 1950 was hij werkzaam als hoogleraar bacteriologie aan de Universiteit van Indiana te Bloomington. Zijn bekendste promotiestudent was James Watson, die later met Francis Crick de dubbelehelixstructuur van DNA zou ontdekken. In januari 1947 verkreeg Luria het Amerikaanse staatsburgerschap. In 1950 stapte hij over naar de Universiteit van Illinois te Urbana-Champaign en in 1959 verkreeg hij de leerstoel microbiologie aan het Massachusetts Institute of Technology (MIT). Hier veranderde hij de focus van zijn onderzoek van fagen naar celmembranen en bacteriocinen. Sedert 1964 was hij er hoogleraar in de biologie. Ook was hij oprichter van het MIT Center for Cancer Research, dat hij leidde van 1972 tot 1985.

## Werk
Samen met Delbrück toonde hij aan dat het erfelijke materiaal in virussen blijvende veranderingen ondergaat en hij postuleerde dat spontaan optredende bacteriële mutaties konden leiden tot gelijktijdige aanwezigheid van faag-resistente en faag-gevoelige bacteria binnen dezelfde cultuur. Twee jaar later kon hij samen met Hershey de aanwezigheid van deze en andere gemuteerde bacteriën aantonen. Zijn idee dat natuurlijke selectie ook van toepassing was op bacteriën had vergaande gevolgen voor, bijvoorbeeld, de verklaring hoe bacteriën resistentie ontwikkelen voor antibiotica. Voor dit werk ontving Luria, samen met Delbrück en Hershey de Nobelprijs.

## Erkenning
Naast de Nobelprijs ontving Luria verscheidene prijzen en eerbewijzen. In 1969 ontving hij de Louisa Gross Horwitz Prize van de Columbia-universiteit, samen met Delbrück. In 1974 won hij de National Book Award in Science voor zijn populaire wetenschapsboek "Life: The Unfinished Experiment" en ontving hij postuum de National Medal of Science in 1992.
Gedurende zijn carrière had Luria een uitgesproken politieke mening. Samen met Linus Pauling protesteerde hij in 1957 niet alleen openlijk tegen het testen van kernwapens maar was ook tegen de bouw van kerncentrales. Daarnaast was hij een fervent tegenstander van de Koreaanse en Vietnamoorlogen, actief in de vredesbeweging en een voorstander van vakbonden. In de jaren 1970 was hij betrokken bij debatten over genetische engineering. Vanwege zijn politieke bemoeienis werd hij korte tijd uitgesloten van overheidsubsidies gedurende de regeerperiodes van Eisenhouwer en Johnson.
- Biblioteca Nacional de España: XX1009241
- Bibliothèque nationale de France: cb12277909h (data)
- CiNii: DA00776853
- Gemeinsame Normdatei: 120741083
- International Standard Name Identifier: 0000 0001 2103 5526
- Library of Congress Control Number: n50039316
- Bibliotheek van het Japanse parlement: 00448223
- Nationale Bibliotheek van Tsjechië: nlk20000083434
- Nationale Bibliotheek van Israël: 987007295023305171
- Nationale Bibliotheek van Polen: a0000002003790
- Nederlandse Thesaurus van Auteursnamen: 070590141
- Istituto Centrale per il Catalogo Unico: CFIV030840
- SNAC: w6jd51c5
- Système universitaire de documentation: 031594638
- Virtual International Authority File: 103217685
- WorldCat: E39PBJm4M8rfKp8jhwpYvhfKBP

1901: Behring · 
1902: Ross · 
1903: Finsen · 
1904: Pavlov · 
1905: Koch · 
1906: Golgi, Ramón y Cajal · 
1907: Laveran · 
1908: Mechnikov, Ehrlich · 
1909: Kocher · 
1910: Kossel · 
1911: Gullstrand · 
1912: Carrel · 
1913: Richet ·
1914: Bárány · 
1919: Bordet · 
1920: Krogh · 
1922: Hill, Meyerhof · 
1923: Banting, Macleod · 
1924: Einthoven ·
1926: Fibiger · 
1927: Wagner-Jauregg · 
1928: Nicolle · 
1929: Eijkman, Hopkins · 
1930: Landsteiner · 
1931: Warburg · 
1932: Sherrington, Adrian · 
1933: Morgan · 
1934: Whipple, Minot, Murphy · 
1935: Spemann · 
1936: Dale, Loewi · 
1937: Szent-Györgyi · 
1938: Heymans · 
1939: Domagk · 
1943: Dam, Doisy · 
1944: Erlanger, Gasser · 
1945: Fleming, Chain, Florey · 
1946: Muller · 
1947: C. Cori, G. Cori, Houssay · 
1948: Müller · 
1949: Hess, Moniz · 
1950: Kendall, Reichstein, Hench · 
1951: Theiler · 
1952: Waksman · 
1953: Krebs,Lipmann ·
1954: Enders, Weller, Robbins · 
1955: Theorell · 
1956: Cournand, Forssmann, Richards · 
1957: Bovet · 
1958: Beadle, Tatum, Lederberg · 
1959: Ochoa, Kornberg · 
1960: Burnet, Medawar · 
1961: Békésy · 
1962: Crick, Watson, Wilkins · 
1963: Eccles, Hodgkin, Huxley · 
1964: Bloch, Lynen · 
1965: Jacob, Lwoff, Monod · 
1966: Rous, Huggins · 
1967: Granit, Hartline, Wald · 
1968: Holley, Khorana, Nirenberg · 
1969: Delbrück, Hershey, Luria · 
1970: Katz, Euler, Axelrod · 
1971: Sutherland · 
1972: Edelman, Porter · 
1973: Frisch, Lorenz, Tinbergen · 
1974: Claude, De Duve, Palade · 
1975: Baltimore, Dulbecco, Temin ·
1976: Blumberg, Gajdusek · 
1977: Guillemin, Schally, Yalow · 
1978: Arber, Nathans, Smith · 
1979: Cormack, Hounsfield · 
1980: Benacerraf, Dausset, Snell · 
1981: Sperry, Hubel, Wiesel · 
1982: Bergström, Samuelsson, Vane · 
1983: McClintock · 
1984: Jerne, Köhler, Milstein · 
1985: Brown, Goldstein · 
1986: Cohen, Levi-Montalcini · 
1987: Tonegawa · 
1988: Black, Elion, Hitchings · 
1989: Bishop, Varmus · 
1990: Murray, Thomas · 
1991: Neher, Sakmann · 
1992: Fischer, Krebs · 
1993: Roberts, Sharp · 
1994: Gilman, Rodbell · 
1995: Lewis, Nüsslein-Volhard, Wieschaus · 
1996: Doherty, Zinkernagel · 
1997: Prusiner · 
1998: Furchgott, Ignarro, Murad · 
1999: Blobel · 
2000: Carlsson, Greengard, Kandel ·
2001: Hartwell, Hunt, Nurse · 
2002: Brenner, Horvitz, Sulston · 
2003: Lauterbur, Mansfield · 
2004: Axel, Buck · 
2005: Marshall, Warren ·
2006: Fire, Mello ·
2007: Capecchi, Smithies, Evans ·
2008: Zur Hausen, Barré–Sinoussi, Montagnier ·
2009: Blackburn, Greider, Szostak ·
2010: Edwards ·
2011: Beutler, Hoffmann, Steinman ·
2012: Gurdon, Yamanaka ·
2013: Rothman, Schekman, Südhof ·
2014: O'Keefe, Moser, Moser ·
2015: Campbell, Omura, Tu ·
2016: Osumi ·
2017: Hall, Rosbash, Young ·
2018: Allison, Honjo ·
2019: Kaelin, Ratcliffe, Semenza ·
2020: Alter, Houghton, Rice ·
2021: Julius, Patapoutian ·
2022: Pääbo ·
2023: Karikó, Weissman ·
2024: Ambros, Ruvkun